# Kościół św. Joachima w Rzymie
Kościół św. Joachima w Rzymie (wł. Chiesa di San Gioacchino in Prati) – rzymskokatolicki kościół tytularny w Rzymie.
Świątynia ta jest kościołem parafialnym oraz kościołem tytularnym.

## Lokalizacja
Kościół znajduje się w XXII Rione Rzymu – Prati przy Piazza dei Quiriti 17, przy czym główne wejście zlokalizowane jest od strony Via Pompeio Magno.

## Patron
Patronem świątyni jest św. Joachim – ojciec Maryi.

## Historia
Inicjatorem budowy kościoła był francuski ksiądz z Lyonu Antoine Brugidou. Pragnął on założyć międzynarodową sodalicję, której celem miała być wynagradzająca adoracja Najświętszego Sakramentu, a która miałaby swoją siedzibę w Rzymie. Kościół miał zostać dedykowany św. Joachimowi dla uczczenia pięćdziesiątej rocznicy święceń kapłańskich papieża Leona XIII (Gioacchino Pecci) w 1887 roku. Papież poparł ten projekt.
Budowla została zaprojektowana i zbudowana przez architekta Raffaele Ingami. Budowa rozpoczęła się 1 października 1891 roku. Kościół został otwarty 20 sierpnia 1898 roku, chociaż wnętrze jeszcze nie było w pełni wyposażone. W 1905 roku zarządzanie kościołem zostało powierzone redemptorystom (w tym czasie było już jasne, że pierwotnie planowana sodalicja nie powstanie). Poświęcenie świątyni miało miejsce 6 czerwca 1911 roku. Dekorowanie wnętrz kaplic bocznych zostało ukończone dopiero w 1940 roku.

## Architektura i sztuka
Kościół zbudowano na planie krzyża łacińskiego; jest on trzynawowy, z transeptem i kopułą na skrzyżowaniu nawy głównej i transeptu. Na kopule znajduje się wysoka latarnia z ośmioma łukowymi otworami oddzielonymi korynckimi półkolumnami. Kopuła kończy się metalowym zwieńczeniem w formie monstrancji z Najświętszym Sakramentem.
Fasada wejściowa jest dwupiętrowa. Otwarty narteks ma sześć czerwonych granitowych kolumn wspierających belkowanie z dedykacyjnym napisem na fryzie, w którym wspomina się o jubileuszu papieża Leona XIII. Nad belkowaniem znajduje się mozaika przedstawiająca Najświętszy Sakrament wystawiony w monstrancji na ołtarzu adorowany przez alegoryczne postacie symbolizujące pięć kontynentów oraz dwóch papieży: Leona XIII (po prawej) i Klemensa VIII (po lewej). Po obu stronach centralnej mozaiki znajdują się mniejsze mozaiki przedstawiające postacie świętych. Na dachu narteksu umieszczono figurkę z brązu przedstawiającą św. Joachima z Maryją jako małą dziewczynką.
Ściana nawy głównej góruje nad narteksem, ma ona trójkątny naczółek, w tympanonie którego znajduje się Chrystogram IHS czczony przez anioły. Wewnątrz narteksu znajdują się trzy drzwi wejściowe z mozaikami ponad nimi: nad centralnymi drzwiami znajduje się Najświętsze Serce Jezusa, nad prawymi: dwa ptaki pijące z kielicha i nad lewymi: delfin podtrzymujący kielich. Boczne drzwi prowadzą bezpośrednio do naw bocznych.
Wnętrze jest zdobione freskami. Znajdują się tu trzy mozaiki autorstwa Silvio Galimberti. Innymi artystami, którzy przyczynili się do dekoracji kościoła, byli: Oreste Anfolsi, Cesare Cappabianca, Eugenio Cisterna, Raffaele Gagliardi, Silvio Galimberti, Virginio Monti, Attilio Palombi, Maximilian Schmatz i Michele Tripisciano.
Nawa ma pięć przęseł. Transept ma kaplicę apsydalną na każdym końcu. Nawa główna oddzielona jest od naw bocznych arkadami z różowo-szarymi granitowymi korynckimi kolumnami.
W kościele znajduje się czternaście kaplic narodowych, ich nazwy pochodzą od kraju, który przyczynił się do dekoracji (Brazylia, Portugalia, Bawaria, Polska, Kanada, Anglia, USA, Hiszpania, Francja, Włochy, Belgia, Holandia, Irlandia i Argentyna).
Kaplicę sponsorowaną przez Polskę ozdobił Attilio Palombi. W ołtarzu przedstawiono kilku polskich świętych (m.in. św. Wojciecha, św. Jana z Kęt, św. Jadwigę Śląską), w tle znajduje się obraz Matki Boskiej Częstochowskiej. Na lewej bocznej ścianie przedstawiono św. Stanisława biskupa wskrzeszającego Piotrowina, natomiast na sklepieniu przedstawiono św. Stanisława Kostkę otrzymującego Komunię Świętą od anioła, a w pendentywach znajdują się wizerunki św. Kingi, bł. Bronisławy, bł. Władysława z Gielniowa i bł. Jolenty Heleny.

### Kardynałowie prezbiterzy
Kościół św. Joachima jest jednym z kościołów tytularnych nadawanych kardynałom-prezbiterom (Titulus Sancti Ioachimi). Tytuł ten został ustanowiony przez Jana XXIII 12 marca 1960 roku.
- Bernardus Johannes Alfrink (1960-1987)
- Michele Giordano (1988-2010)
- Leopoldo Brenes (2014-nadal)